# Seppo Vaihela
Seppo Juhani Vaihela (* 1. März 1953 in Pori, Finnland) ist ein schwedischer Sportfunktionär und ehemaliger Bandy- und Fußballspieler finnischer Herkunft.
Vaihela ist der Sohn des finnischen Fußballnationalspielers Jorma Vaihela, der 1954 nach Schweden zum IK Oddevold wechselte. Die Familie ließ sich in Kungälv nieder und Seppo Vaihela erhielt die schwedische Staatsbürgerschaft.
Seppo Vaihela spielte Fußball für die Vereine IK Kongahälla und Ytterby IS. Im Bandy war er für die Vereine IFK Kungälv und Ale-Surte BK aktiv. Außerdem spielte er in der schwedischen Bandy-Nationalmannschaft.
Von 2002 bis 2006 war Vaihela Präsident des schwedischen Bandyverbandes. Zudem war er mehrere Jahre Vizepräsident des Internationalen Bandyverbandes und führte diesen 2005 für ein paar Monate kommissarisch. 2006 wurde er in den Vorstand von IFK Göteborg gewählt. Ab 2007 war er hier auch Vereinsdirektor. 2012 legte er seine Ämter bei IFK nieder.